# Lucketz Swartbooi
Lucketz Swartbooi (6 de febrer, 1966) és un antic atleta namibi de llarga distància.
Destacà en marató, prova amb la que assolí la medalla d'argent al Campionat del Món de 1993 a Stuttgart. Fou 48è als Jocs Olímpics de Sydney 2000. També havia participat en els Jocs de Barcelona 1992. La seva millor marca és de 2:09:08, assolits a la marató de Boston, on finalitzà tercer l'any 1994.